# Balthazar Phélypeaux de Châteauneuf

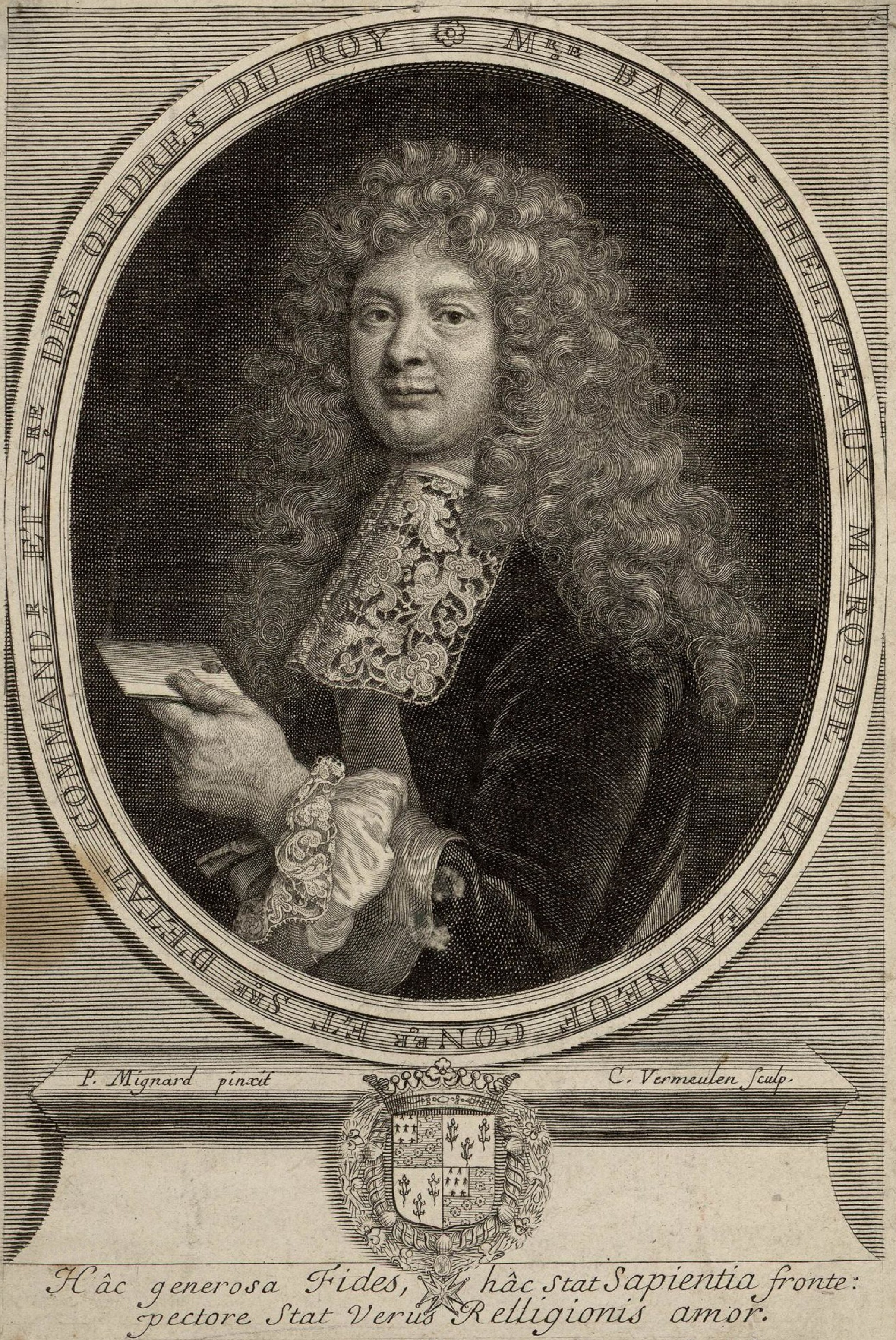
Porträt von Balthazar Phélypeaux, Marquis de Châteauneuf. Radierung von Cornelis Vermeulen nach einem Gemälde von Pierre Mignard

Balthazar Phélypeaux de Châteauneuf (* 1638; † 27. April 1700 auf Schloss Châteauneuf-sur-Loire) war ein französischer Staatsmann aus der Familie Phélypeaux. Er war Marquis de Châteauneuf, de Tanlay, de Thorey etc., Comte de Saint-Florentin.

## Leben
Balthazar Phélypeaux de Châteauneuf ist der zweite Sohn von Louis I. Phélypeaux de La Vrillière († 1681) und Marie Particelli, Marquis de Châteauneuf et de Tanlay, Enkel von Raymond Phélypeaux, seigneur d’Herbault († 1629).
Als jüngerer Sohn trat er in den geistlichen Stand ein. Er war Abt von L’Abste und Quincy, promovierte in Theologie im Februar 1661 und wurde am 29. August 1664 als Conseiller clerc im Parlement von Paris aufgenommen. Am 14. Juni wurde er Secrétaire d’État aux ceux de la religion prétendue réformée (Staatssekretär der angeblich reformierten Religion, d. h. für die Protestanten) en survivance (d. h. in der Nachfolge seines Vaters), als Nachfolger seines älteren Bruders Louis, der die Nachfolge en survivance bereits 1654 innehatte und 1669 zurücktrat. Ab 1676 war er als Secrétaire d’État dann im Amt.
Am 3. März 1671 erhielt er in Erwartungs des Rücktritts von Nicolas Jeannin de Castille kommissarisch die Aufgabe des Greffier, Commandeur et Secrétaire des Ordres du Roi, am 27. April 1683 wurde ihm auch der Titel verliehen. 1678 erbte er bei der Aufteilung des Nachlasses seiner 1670 gestorbenen Mutter die Herrschaft Saint-Florentin.
Im Oktober 1685 war er an der Abfassung des Edikts von Fontainebleau beteiligt, mit dem das Edikt von Nantes widerrufen wurde, und gehörte dann auch zu den Unterzeichnern, obwohl er als Secrétaire d’État ohne Einfluss war und nur eine ausführende Rolle bei der Umsetzung der Politik der Unterdrückung des Protestantismus war.
Im April 1700, als er auf dem Weg zu den Bädern des Bourbonnais war, machte er auf dem Weg dorthin auf seinem Schloss in Châteauneuf Halt. Auf einem Spaziergang durch den Park schlief er ein und wachte unterkühlt wieder auf. Er starb an den Folgen am 27. April 1700.

## Ehe und Familie
Per Ehevertrag vom 20. Dezember 1670 und kirchlich am 21. Dezember in Saint-Germain-l’Auxerrois in Paris heiratete er Marie Marguerite de Fourcy (* 1653, † 9. April 1711), Tochter von Jean de Fourcy, Secrétaire au Grand Conseil. Ihre Kinder sind:
- Louis II. (* 14. April 1672, † 7. September 1725), Marquis de La Vrillière, de Châteauneuf et de Tanlay, Vicomte de Saint-Florentin, Secrétaire d’État; ⚭ 1. September 1700 Françoise de Mailly (* 30. August 1688; † 11. September 1742), Tochter von Louis, Comte de Mailly, und Anne Marie Françoise de Sainte-Hermine
- Balthazar (* um 1673, † 29. November 1724 in der Abtei Notre-Dame du Val-des-Écoliers de Verbiesle) Augustiner-Chorherr, 1693 Kommendatarabt der Abtei Saint-Vincent de Nieul-sur-l’Autise
- Balthazar Henri († 1709 in Straßburg), 1. März 1694 Malteserordensritter [25], Commandeur de Piéton, Brigadier des Armées du Roi, Colonel de Dragons,
- Charlotte (alias Catherine) Thérèse (* um 1676; † 5. September 1697);  ⚭ 8. Mai 1692 Louis d’Aubusson, Duc de La Feuillade (* 30. März 1673, † 29. Januar 1725), 1724 Marschall von Frankreich